# 大東京 (古着屋)
大東京（だいとうきょう）は、埼玉県川口市にある古着屋である。
2023年（令和5年）現在、大東京の商標を所有。虎をモチーフとしている。

## 沿革
- 2019年11月1日 - 開業
- 2020年1月10日 - 共栄荘（川口市飯塚2丁目）にて開店[1]
- 2022年10月16日 - 共栄荘解体のため同店における営業を終了
- 2023年1月26日 - スナック花（川口市飯塚3丁目）跡地に移転するも休業
- 2023年2月25日 - 大東京ゲリラショップとしてポップアップストアを中長期的に開催

## データ
- 所在地 : 本店 埼玉県川口市飯塚3丁目6番33号（休業中）
- 所在地 : 大東京ゲリラショップ 埼玉県川口市芝新町15番2号

## 概要
2019年（令和元年）11月1日、共栄荘（埼玉県川口市飯塚2丁目14番23号）において、埼玉県内で令和初となる古着屋を開業。同日よりプレオープンとして営業を始める。プレオープン営業中に準備を進め、2020年（令和2年）1月10日に正式に開店した。「大東京」の由来は、2019年から2020年を背景として描かれた漫画「AKIRA」に登場する大東京帝国から引用している。虎をモチーフとした古着屋で、店舗の外壁には虎のキャラクターが描かれ、フーテンの寅さんをイメージしたデザインの値札を使用している。開業日の2019年11月1日も寅の日となっている。2020年4月に新型コロナウイルス感染症の拡大に伴う緊急事態宣言が発令されると、政府の方針に従い営業時間短縮や休日を増やす等の自粛協力を続けた。自粛期間においても、隣接していた評判のラーメン店「らーめんかねかつ」とともに注目度が高く、営業日には若者を中心に多くの客が利用する人気店となった。
2021年12月に共栄荘の老朽化に伴う建物解体が決定し、2022年10月末日までに退去するよう管理者から説明を受ける。川口市飯塚地区内で移転先を模索するも決まらないまま、2022年10月16日に閉店を迎える。2022年12月に老朽のため閉業していたスナック花の所有者から売却許可を得ると、2023年1月にスナック花（川口市飯塚3丁目6番33号）の土地建物を購入し本店を移転した。移転後に改装の計画を立てるも建物の老朽が激しく、現状での営業再開を断念した。
2023年1月に営業再開に向けた本店改装資金の調達をクラウドファンディングにて募るも目標額に届かず終了する。2023年2月、本店での営業再開を目的に大東京ゲリラショップ（川口市芝新町15番2号）と銘じたポップアップストアを開始。開催日時を集約した中長期的な営業を始める。大東京ゲリラショップ終了時期は未定となっている。